# Walter Schmidt (Historiker)

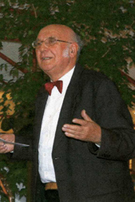
Walter Schmidt 2011

Walter Schmidt (* 11. Mai 1930 in Protsch-Weide, Landkreis Breslau, Schlesien) ist ein deutscher Historiker.

## Leben
Walter Schmidt entstammt einer antifaschistischen Arbeiterfamilie; sein Vater Josef Schmidt wurde am 8. November 1943 wegen „Heimtücke“ und „Wehrkraftzersetzung“ im Zuchthaus Brandenburg-Görden ermordet.
Walter Schmidt besuchte von 1936 bis 1942 die Volksschule in Auras im Landkreis Wohlau in Schlesien. Um der Napola zu entgehen, lernte er von September 1942 bis Januar 1945 an der Privaten Lehranstalt Dr. Gudenatz/Lobmeier in Breslau. Von Februar bis September 1945 war er als Hilfsarbeiter (Krankenträger und Schmiedegehilfe) in einem Frontlazarett der Roten Armee in Auras und danach bis November 1946 Mühlenarbeiter bei der polnischen Verwaltung in Auras/Uraz.
Nach der Übersiedlung nach Thüringen im November 1946 besuchte er von Januar 1947 bis Sommer 1949 die Dr. Theodor-Neubauer-Oberschule Greiz (heute Ulf-Merbold-Gymnasium – Staatliches Gymnasium Greiz) und legte das Abitur ab.
Von 1949 bis 1953 studierte er an der Friedrich-Schiller-Universität Jena die Fächer Geschichte (bei Karl Griewank, Friedrich Schneider, Felix-Heinrich Gentzen, Hugo Preller, Karl Heussi), Slawistik/Russistik (bei Reinhold Trautmann, Rudolf Fischer, Gertrud Pätsch, Gerhard Ziegengeist, Herbert Krempien), Pädagogik (bei Karl Schrader, Friedrich Winnefeld, Rudolf Lemke, Edith Straube) und Philosophie (bei Georg Klaus).
Von 1953 bis 1962 arbeitete er als wissenschaftlicher Assistent am Lehrstuhl Geschichte der Arbeiterbewegung des Instituts (später: Akademie für Gesellschaftswissenschaften beim ZK der SED) in Berlin. Hier promovierte er 1961 mit einer Biografie über Wilhelm Wolff und wurde 1962 Dozent. Von 1964 bis 1984 leitete er den Lehrstuhl Geschichte der deutschen Arbeiterbewegung.
1965 zum Professor mit Lehrauftrag berufen, wurde er nach der Habilitation mit Studien zur Marx-Engels-Forschung und zur Geschichte der frühen Arbeiterbewegung 1969 Ordentlicher Professor für Geschichte der Arbeiterbewegung. 1981 wurde er zum Korrespondierenden und 1985 zum Ordentlichen Mitglied der Akademie der Wissenschaften der DDR gewählt. Von 1965 bis 1990 war er Vizepräsident der Historiker-Gesellschaft der DDR und gehörte der Kommission der Historiker der DDR und der UdSSR an, deren deutscher Sektion er von 1987 bis 1990 vorstand. Von 1984 bis 1990 leitete er als Direktor das Zentralinstitut für Geschichte der Akademie der Wissenschaften der DDR. 1990 wurde ihm an der Pädagogischen Hochschule „Erich Weinert“ Magdeburg der Ehrendoktor (Dr. h. c. phil.) verliehen.
Nach der „Abwicklung“ im Oktober 1990 war er im Vorruhestand und ist seit 1995 im Ruhestand. Von 1989/90 bis 1993 war er als Mitglied des Vorstands der Internationalen Marx-Engels-Stiftung (IMES) Amsterdam an der Fortführung der Marx-Engels-Gesamtausgabe (MEGA) beteiligt, und von 1993 bis 2016 gehörte er deren wissenschaftlichem Beirat an. 1992 gründete er den Arbeitskreis „Vormärz- und 1848er Revolutionsforschung“, der seit 2003 die Biografienserie Akteure eines Umbruchs. Männer und Frauen der Revolution von 1848/49 herausgibt. Seit der Gründung der Leibniz-Sozietät der Wissenschaften zu Berlin 1993 ist er deren Mitglied.
Seit 1953 war er verheiratet mit Gisela Kerzel, er ist seit 1996 Witwer. Schmidt hat einen Sohn, zwei Enkeltöchter und mehrere Urenkel.

## Wissenschaftliches Wirken
Schwerpunkte der Forschungen und Publikationen sind die neuere Deutsche Geschichte mit Schwerpunkt Geschichte der Revolution von 1848/49 und vergleichende Revolutionsgeschichte der Neuzeit, Geschichte der Arbeiterbewegung des 19. Jahrhunderts und Marx-Engels-Forschung, Nationsproblematik, Geschichte der Geschichtswissenschaft, Geschichte der Burschenschaft (Mitarbeit am achtbändigen Biographischen Lexikon der Deutschen Burschenschaft) und schlesische Geschichte im 19. Jahrhundert.

## Auszeichnungen
- 1966 Vaterländischer Verdienstorden der DDR in Silber
- 1974 Nationalpreis der DDR III. Klasse für Wissenschaft und Technik
- 1979 Nationalpreis der DDR III. Klasse für Wissenschaft und Technik (im Kollektiv)
- 2020 Daniel-Ernst-Jablonski-Medaille der Leibniz-Sozietät der Wissenschaften zu Berlin.[3]

## Publikationen (Auswahl / selbständige Veröffentlichungen)
- Wilhelm Wolff. Sein Weg zum Kommunisten (1809–1846). Dietz Verlag, Berlin 1963.
- Aus der Frühgeschichte der deutschen Arbeiterbewegung. (Mithrsg. und Autor), Akademie Verlag, Berlin 1964.
- Geschichte der deutschen Arbeiterbewegung. Band 1: Von den Anfängen der deutschen Arbeiterbewegung bis zu Ausgang des 19. Jahrhunderts. Dietz Verlag, Berlin 1966. Autor von: Die Anfänge der deutschen Arbeiterbewegung, S. 9–41; Die Revolution von 1848/49, S. 85–168.
- Geschichtsbewusstsein und sozialistische Gesellschaft. Hrsg. mit Helmut Meier und Autor. Dietz Verlag, Berlin 1970.
- Unbewältigte Vergangenheit. Kritik der bürgerlichen Geschichtsschreibung. Mithrsg. und Autor, Akademie Verlag, Berlin 1970, 2. Aufl. 1971, 3. neu bearbeitete und erw. Aufl. 1977.
- Die bürgerlich-demokratische Revolution von 1848/49 in Deutschland. Studien zu ihrer Geschichte und Wirkung, Bd. 1 und 2 (= Jahrbuch für Geschichte, Bd. 7 und 8), Mithg. und Autor, Berlin 1972 und 1973.
- Illustrierte Geschichte der deutschen Revolution 1848/49. Autorenkollektiv: Walter Schmidt (Leiter), Gerhard Becker, Helmut Bleiber, Rolf Dlubek, Siegfried Schmidt, Rolf Weber; und Autor, Dietz Verlag, Berlin 1973, 2. Auflage 1975, 3. ergänzte und überarbeitete Auflage 1988.
- Zur Geschichte des Pariser Vorwärts von 1844. Unveränderter Neudruck. Mit einer Einleitung von Walter Schmidt, Zentralantiquariat der DDR, Leipzig 1975.
- Studien zur Revolutionsgeschichte. In Verbindung mit Walter Markov, Gerhard Schilfert und Walter Schmidt hrsg. von Manfred Kossok, Akademie Verlag, Berlin 1976, 1979, 1982, 1985, 1988, 1989 und 1990; wiederholt Autor.
- Wilhelm Wolff. Kampfgefährte und Freund von Marx und Engels 1846–1864. Dietz Verlag, Berlin 1979.
- Nation und deutsche Geschichte in der bürgerlichen Ideologie der BRD. Akademie Verlag, Berlin 1980, Köln 1980.
- Was Du ererbt von deinen Vätern hast … (zusammen mit Helmut Meier). Dietz Verlag, Berlin 1980.
- Ferdinand Wolff. Zur Biografie eines kommunistischen Journalisten an der Seite von Marx und Engels (= Sitzungsberichte der AdW der DDR, 3G/1983), Akademie Verlag, Berlin 1983.
- Mitglied des Herausgeberkollegiums: Studienbibliothek DDR-Geschichtswissenschaften. Hrsg. vom Zentralinstitut für Geschichte der Akademie der Wissenschaften der DDR, Berlin, Bd. 1–10. Akademie-Verlag, Berlin 1981–1989.
- Deutsche Geschichte in zwölf Bänden, Bd. 4: Die bürgerliche Umwälzung von 1789 bis 1871. Autorengruppe: Walter Schmidt (Leiter), Gerhard Becker, Helmut Bleiber, Helmut Bock, Harald Müller, Siegfried Schmidt, Heinrich Scheel, Rolf Weber; und Autor, Akademie Verlag, Berlin, und Pahl-Rugenstein, Köln 1984.
- Die Konstituierung der DDR-Geschichtswissenschaft in den fünfziger Jahren (= Sitzungsberichte der AdW der DDR, 5/G 1985), Akademie Verlag, Berlin 1984.
- Das marxistische Lutherbild und die deutsche Sprache (zusammen mit Horst Bartel und Rudolf Große) (= Sitzungsberichte der AdW der DDR, 12G/1983), Akademie Verlag, Berlin 1984.
- Wilhelm Wolff. Aus Schlesien, Preußen und dem Reich. Ausgewählte Schriften. Hrsg. und eingel. von Walter Schmidt, Dietz Verlag, Berlin 1985.
- Neue Rheinische Zeitung. Artikel. Korrespondenzen. Berichte über die französische Revolution 1848/49. Hrsg. und eingel. von Walter Schmidt. Philipp Reclam jun., Leipzig 1986.
- Aspekte der Erbe- und Traditionsdebatte in der Geschichtswissenschaft (= Sitzungsberichte der AdW der DDR, 1G/1988), Akademie Verlag, Berlin 1986.
- Männer der Revolution von 1848, Bd. 2. Hrsg. mit Helmut Bleiber und Rolf Weber und Autor, Akademie Verlag, Berlin 1987.
- Der Auftakt der deutschen Arbeiterbewegung. Beiträge zur ersten Periode ihrer Geschichte 1836–1842 (= Studien zu Geschichte, Bd. 10). Hrsg. und Autor, Berlin 1987.
- Erbe und Tradition in der DDR. Die Diskussion der Historiker. Hrsg. mit Helmut Meier, Dietz Verlag, Berlin 1988.
- Demokratie, Antifaschismus und Sozialismus in der deutschen Geschichte (Zum 70. Geburtstag von Heinrich Scheel). Hrsg. mit Helmut Bleiber und Autor, Akademie Verlag, Berlin 1988.
- Geschichte der Sozialistischen Einheitspartei Deutschlands. Band 1: Von den Anfängen bis 1917, unter Leitung von Annelies Laschitza. Dietz Verlag, Berlin 1988, Autor der Seiten 5–44 und 84–123.
- Wegbereiter der DDR-Geschichtswissenschaft. Hrsg. mit Heinz Heitzer und Karl-Heinz Noack und Autor, Dietz Verlag, Berlin 1989.
- Sozialismus und frühe Arbeiterbewegung. (Kolloquium zum 60. Geburtstag von Waltraud Seidel-Höppner). Hrsg. mit Gustav Seeber und Autor (= Studien zur Geschichte, Bd. 15), Berlin 1989.
- Große Französische Revolution und revolutionäre Arbeiterbewegung. Hrsg. mit Wolfgang Küttler und Gustav Seeber und Autor, Akademie Verlag, Berlin 1989.
- Bürgerliche Revolution und proletarische Emanzipation in der deutschen Geschichte. Akademie Verlag, Berlin 1990.
- Sozialistische Bestrebungen deutscher Arbeiter in St. Louis vor 1848. Der St. Louis-Communistenverein (= Sitzungsberichte der AdW der DDR, 5G/1990), Akademie Verlag, Berlin 1990.
- Die Polizeikonferenzen deutscher Staaten 1851–1866. Eingeleitet und bearbeitet von Friedrich Beck und Walter Schmidt, Verlag Hermann Böhlaus Nachfolger, Weimar 1993.
- Die Erbedebatte in der DDR. Versuch einer kritischen Bilanz (= Mitteilungen des Rosa-Luxemburg-Vereins Leipzig, Nr. 15), Leipzig 1995.
- Das Zwei-Nationen-Konzept der SED und sein Scheitern. Nationsdiskussionen in der DDR in den 70er und 80er Jahren (= hefte zur ddr-geschichte, Nr. 38), Berlin 1996.
- Demokratie, Liberalismus und Konterrevolution. Studien zur deutschen Revolution von 1848/49. Hrsg. und Autor, FIDES Verlag, Berlin 1998.
- Demokratie, Agrarfrage und Nation in der bürgerlichen Umwälzung in Deutschland. Beiträge des Ehrenkolloquiums zum 70. Geburtstag von Helmut Bleiber am 28. November 1998. Hrsg. und Autor, trafo verlag, Berlin 2000.
- Demokratie und Arbeiterbewegung in der deutschen Revolution von 1848/49. Beiträge des Kolloquiums zum 150. Jahrestag der Revolution von 1848/49 am 6. und 7. Juni 1998. Hrsg. mit Helmut Bleiber und Rolf Dlubek und Autor, trafo verlag, Berlin 2000.
- Bürgerliche Revolution und revolutionäre Linke. Beiträge eines wissenschaftlichen Kolloquiums anlässlich des 70. Geburtstags von Helmut Bock. Hrsg. und Autor, trafo verlag, Berlin 2000.
- Die Revolution von 1848/49 in einer sich wandelnden Geschichtskultur (= Rosa-Luxemburg-Stiftung Manuskripte, 2/2000), Berlin 2000.
- Akteure eines Umbruchs. Männer und Frauen der Revolution von 1848/49. Bd. 1. Hrsg. mit Helmut Bleiber und Susanne Schötz und Autor, FIDES Verlag, Berlin 2003.
- Walter Schmidt: Moritz Elsner und die 1848er Demokratie in Schlesien. In: Leibniz-Sozietät/Sitzungsberichte 63 (2004), S. 19–53.
- Akteure eines Umbruchs. Männer und Frauen der Revolution von 1848/49. Bd. 2. Hrsg. mit Helmut Bleiber und Susanne Schötz und Autor, FIDES Verlag, Berlin 2007.
- mit Helmut Bleiber: Schlesien auf dem Weg in die bürgerliche Gesellschaft. Bewegungen und Protagonisten der schlesischen Demokratie im Umfeld von 1848. Erster und Zweiter Halbband, trafo verlag, Berlin 2007 (= Silesia. Schlesien im europäischen Bezugsfeld. Quellen und Forschungen. Band 6). ISBN 978-3-89626-639-2 und ISBN 978-3-89626-671-2.
- Die Revolution 1848/49 als Gegenstand der historischen Biographik. Kolloquium anlässlich des 160. Jahrestags der Revolution 1848/49. Teil 1 und 2 (= Pankower Vorträge, Heft 122 und 123). Hrsg. und Autor, Berlin 2008.
- Akteure eines Umbruchs. Männer und Frauen der Revolution von 1848/49. Bd. 3. Hrsg. und Autor, FIDES Verlag, Berlin 2010.
- Die schlesische Demokratie von 1848/49. Geschichte und Akteure. 1. und 2. Halbband. trafo Wissenschaftsverlag, Berlin 2012 (= Silesia. Schlesien im europäischen Bezugsfeld. Quellen und Forschungen. Band 13.1 und 13.2).
- Akteure eines Umbruchs. Männer und Frauen der Revolution von 1848/49. Bd. 4. Hrsg. und Autor, FIDES Verlag, Berlin 2013.
- Akteure eines Umbruchs. Männer und Frauen der Revolution von 1848/49. Bd. 5. Hrsg. und Autor, FIDES Verlag, Berlin 2016.
- Wohlau 1848/49. Eine schlesische Kreisstadt in der Revolution. „Schlesischer Kreisbote“, Wohlauer Politischer Verein und Demokratischer Verein von Guhrau. trafo Wissenschaftsverlag, Berlin 2017 (= Silesia. Schlesien im europäischen Bezugsfeld. Quellen und Forschungen. Band. 17).
- Vom mühseligen Suchen und glückhaftem Finden. In memoriam Prof Dr. Heinrich Gemkow 6. Juni 1928 – 15. August 2017 (= Pankower Vorträge. Heft 216), zusammen mit Dagmar Goldbeck.
- Erinnerungen eines deutschen Historikers. Vom schlesischen Auras an der Oder übers vogtländische Greiz und thüringische Jena nach Berlin. trafo Verlagsgruppe, Berlin 2018, ISBN 978-3-86465-112-0, 2. Auflage, trafo Verlagsgruppe, Berlin 2020.
- Arbeitskreis „Vormärz- und 1848er Revolutionsforschung“. In: 25 Jahre Leibniz-Sozietät – Vielfalt des wissenschaftlichen Lebens 1993 bis 2018. Beiträge und Materialien. In: Sitzungsberichte der Leibniz-Sozietät der Wissenschaften, Band 137, Jahrgang 2018, S. 123–217.
- Jürgen Hofmann, Walter Schmidt: Julius Brill (1816–1882). Ein früher Vertreter der Arbeiterbewegung in einem deutschen Parlament. In: Rudolf Zewell (Hrsg.): Akteure eines Umbruchs. Männer und Frauen der Revolution von 1848/49. Bd. 6, FIDES Verlag, Berlin 2020, S. 235–297.

## Gesamtbibliografie
- Wolfgang Küttler, Helmut Meier (Hrsg.): Gibt es erledigte Fragen an die Geschichte? Beiträge eines wissenschaftlichen Kolloquiums aus Anlass des 65. Geburtstages von Walter Schmidt am 1. Juli 1995 in Berlin. Berlin 1996, S. 144–168.
- Personalbibliografie Walter Schmidt: http://www.trafoberlin.de/Autoren/schmidt_walter html oder http://www.trafoberlin.de/pdf-Neu/Schmidt_Walter_Bibliographie.pdf.